# Nagy Lajos (lelkész, 1824–1888)
Nagy Lajos (Szob, 1824 – Magyaratád, 1888. november 1.) református lelkész.

## Élete
Apja Nagy Benjamin előkönyörgő volt. A gimnáziumot Csurgón 1840-ben, a teológiát Pápán 1846-ban végezte. Bőnyön egy évig töltött akadémiai rektorság után 1847 őszén hazament és segédlelkésznek alkalmaztatott A.-Segesden, majd Szabáson, Csoknyán és végül Inkén, ahol három évig működött, miközben a kápláni és felavatási papi vizsgákat letette. 1851-ben Bürüs választotta meg, 1856-ban pedig Magyaratád rendes lelkésznek, ahol 1888-ban bekövetkezett haláláig szolgált. Felesége Barla Sz. Eszter volt.
Egyházi beszédei és imái a Fördős szerk. Papi Dolgozatokban jelentek meg, melyek együtt jókora kötetet tennének ki, ugyanis: Papi dolgozatok gyászesetekre (1857. 7. füz. két gyászbeszéd és két ima. 1859 8. füz. két prédikáció, öt ima, 1863. 10. f. három prédikáció; 13 gyászbeszéd, 58 ima, 10 sírvers); a Kecskeméti Lelkészitárban (Pest, 1870. egy prédikáció); a Protestáns Papban (1879. két halotti ima).